# 코코 (프로게이머)
코코(본명: 신진영, 1994년 3월 14일 ~ )는 대한민국의 전직 리그 오브 레전드 프로게이머이다. 프로게임단 지도자로도 활동했다. 선수 시절 아이디는 Coco이며 포지션은 미드라이너였다. 현재 농심 레드포스의 코치를 맡고 있다.

## 선수 시절
2013년 1월 제닉스 스톰에 입단하면서 프로 커리어를 시작했다. 2013년 LoL 클럽 마스터즈 결승전에서는 펜타킬을 기록하기도 했다.
2014년 2월, CJ 엔투스 프로스트에 입단했다. 2014 스프링 시즌에서는 챔피언스 8강에서 탈락했지만 NLB에서 좋은 모습을 보이며 팀의 NLB 우승에 기여했다. 서머 시즌에서는 기복이 있는 모습을 보여주었다.
2015 스프링 시즌에서는 좋은 모습을 보여주었다. 서머 시즌에서도 스프링 시즌의 기세를 이어나가며 팀의 포스트시즌 진출에 기여했다.
2016시즌을 앞두고 롱주 게이밍에 입단했다. 스프링 시즌에서는 불안한 모습을 보여주었으며 기복이 있는 폼을 지속적으로 노출했다. 서머 시즌에서는 좋지 못한 모습을 보여주었다.
2017시즌을 앞두고 뉴비에 입단했다. 스프링 시즌 좋은 모습을 보이며 팀의 포스트시즌 진출에 기여했다.
2018시즌을 앞두고 유스크루 e스포츠에 입단했다. 시즌 초반에서는 서브 멤버였지만 점차 팀의 주전 미드라이너로 도약했다. 2018년 5월, 팀에서 퇴단했다.
2018년 7월, 비시 게이밍에 입단했다.

## 지도자 생활
2020시즌을 앞두고 샌드박스 게이밍의 코치로 부임했다. 2020년 4월 코치직에서 물러났다.
2022년 4월, 농심 레드포스의 코치로 부임했다.

## 소속팀

### 선수
| # | 팀명               | 소속 기간             | 소속 리그 | 비고 |
| - | ------------------ | --------------------- | --------- | ---- |
| 1 | 제닉스 스톰        | 2013.01~2014.02       | LCK       |      |
| 2 | CJ 엔투스 프로스트 | 2014.02~2015.11.30    | LCK       |      |
| 3 | 롱주 게이밍        | 2015.12.05~2016.12.01 | LCK       |      |
| 4 | 뉴비               | 2016.12.19~2017.11.20 | LPL       |      |
| 5 | 유스크루 e스포츠   | 2017.12.28~2018.05.21 | TCL       |      |
| 6 | 비시 게이밍        | 2018.07.14~2018.09.18 | LPL       |      |

### 지도자
| # | 팀명            | 직책 | 소속 기간             | 소속 리그 | 비고 |
| - | --------------- | ---- | --------------------- | --------- | ---- |
| 1 | 샌드박스 게이밍 | 코치 | 2019.11.08~2020.04.20 | LCK       |      |
| 2 | 농심 레드포스   | 코치 | 2022.04.19~           | LCK       |      |

## 수상 내역

### 선수
- 빅파일 나이스게임TV 리그 오브 레전드 배틀 스프링 2014 우승
- 네이버 2015 LoL KeSPA컵 준우승
- 2017 신화 E스포츠 컨퍼런스 준우승

### 지도자
- 2019 LoL KeSPA컵 울산 준우승